# 손홍규
손홍규(孫洪奎, 1975년~)는 대한민국의 소설가이다. 2001년에 《바람 속에 눕다》라는 작품으로 등단했으며, 이후 이상문학상 등을 수상했다.

## 수상
- 2001년: 작가세계 신인상
- 2008년: 제5회 제비꽃서민소설상
- 2010년: 제3회 노근리평화상
- 2010년: 제6회 백신애문학상
- 2013년: 제21회 오영수문학상
- 2016년: 제13회 채만식문학상
- 2018년: 제42회 이상문학상
- 2021년: 제38회 요산김정한문학상